# Woudrichem
Woudrichem  è una località ed ex-municipalità dei Paesi Bassi di 14 394 abitanti situata nella provincia del Brabante Settentrionale.
Soppressa il 1º gennaio 2019, il suo territorio, assieme a quello delle ex-municipalità di Aalburg e di Werkendam, è andato a formare la nuova municipalità di Altena.